# All I Really Want
Singles de Alanis Morissette
Head over Feet
(1996) Uninvited
(1998)
All I Really Want est un single tiré de l'album Jagged Little Pill d'Alanis Morissette, sorti en 1995. Il est sorti aux États-Unis en 1995 en tant que 3e single de l'album et l'année suivante dans le reste du monde en tant que sixième et dernier single de l'album.
Dans cette chanson, Alanis Morissette définit ce qu'elle attend d'une relation amoureuse. Dans le deuxième couplet cette chanson, la chanteuse se compare à Estella, personnage du roman de Charles Dickens Les Grandes Espérances.

## Classements
| Pays                            | Positions |
| ------------------------------- | --------- |
| Australie (ARIA)                | 40        |
| Canada (Canadian Singles Chart) | 2         |
| États-Unis (Modern Rock Tracks) | 14        |
| Royaume-Uni (UK Singles Chart)  | 59        |